# За мој рођендан
За мој рођендан је четрнаести албум певачице Мире Шкорић и четврти који је објавила Гранд продукција. Објављен је 17. маја 2013. године, после осам година дискографске паузе и неколико синглова. Поред нових песама, на албуму се налазе и раније објављени синглови Обрни, окрени (2010) и Медаљон (2012), као и песма Бели анђео са којом је наступила на Гранд фестивалу 2012. године. Ово је први албум после албума из 2000. године на ком сарађује са Злајом Тимотићем.

## Песме на албуму
| Бр. | Песма                 | Музика                    | Текст            | Аранжман             |
| --- | --------------------- | ------------------------- | ---------------- | -------------------- |
| 1.  | За мој рођендан       | Стева Симеуновић          | Стева Симеуновић | Дејан Абадић         |
| 2.  | Дно у мојој чаши      | Милош Матејић Милтон      | Весна Петковић   | Милош Матејић Милтон |
| 3.  | Ослободи ме           | Бранислав Милинковић      | Бојан Бојовић    | Злаја Тимотић        |
| 4.  | До краја света        | Дејан Миленковић          | Злаја Тимотић    | Дејан Миленковић     |
| 5.  | Не жали због нас      | Злаја Тимотић, Сања Арсић | Сања Арсић       | Злаја Тимотић        |
| 6.  | Бели анђео            | Дејан Возлић              | Дејан Возлић     | Злаја Тимотић        |
| 7.  | Боже, снаге дај       | Злаја Тимотић             | Злаја Тимотић    | Злаја Тимотић        |
| 8.  | Да ми је која мање    | Александар Кобац          | Весна Петковић   | Александар Кобац     |
| 9.  | Бићу црна, бићу плава | Стева Симеуновић          | Стева Симеуновић | Милош Матејић        |
| 10. | Медаљон               | Душан Бачић               | Весна Петковић   | Бојан Драгојевић     |
| 11. | Обрни, окрени         | Саша Динић                | Ана Динић        | Дејан Абадић         |